# 5932 Prutkov

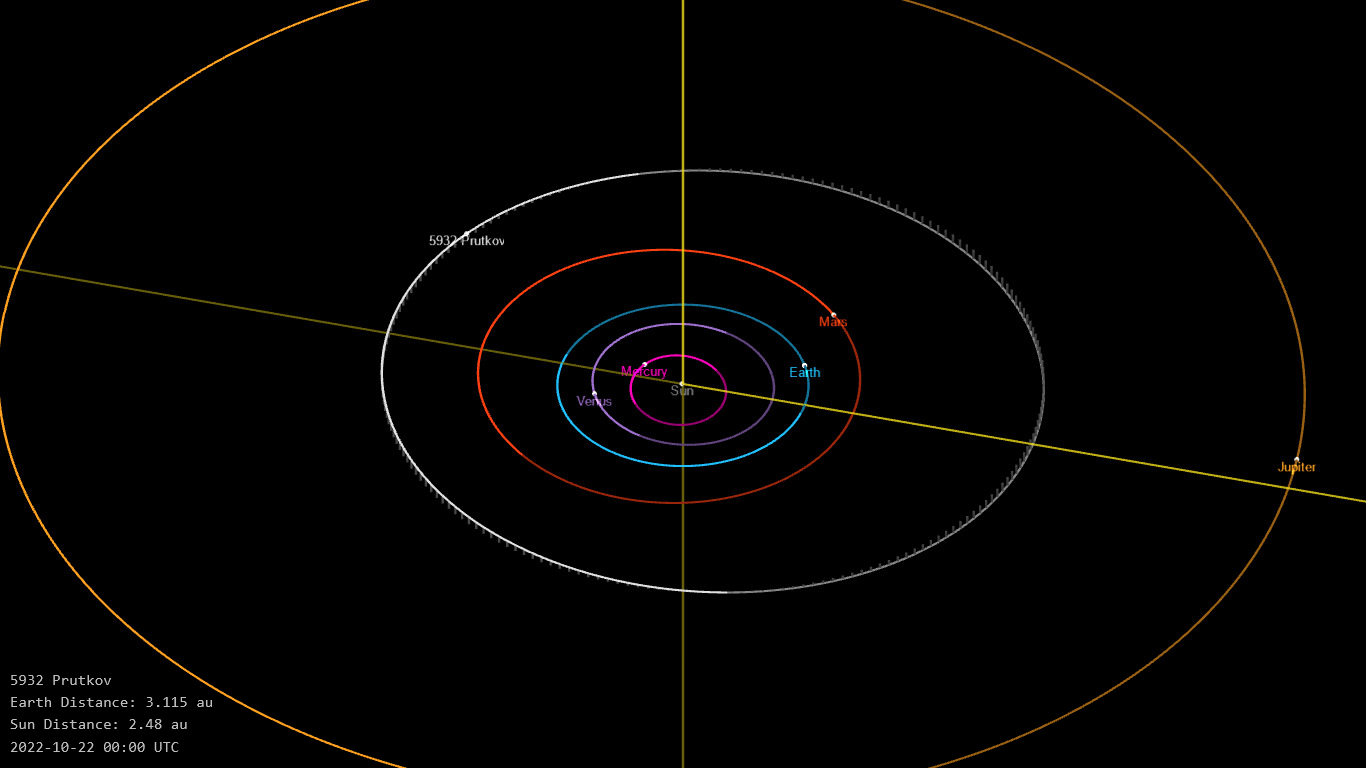

5932 Prutkov è un asteroide della fascia principale. Scoperto nel 1976, presenta un'orbita caratterizzata da un semiasse maggiore pari a 2,6357744 UA e da un'eccentricità di 0,0933339, inclinata di 2,17516° rispetto all'eclittica.